# Junges Deutschland (Film)
Junges Deutschland ist ein dokumentarischer Historienfilm aus dem Jahr 2014 von Regisseur Jan Hinrik Drevs mit Anna Maria Mühe und Kostja Ullmann in den Hauptrollen. Das Konzept des Films basiert auf dem Buch Wir wollen eine andere Welt: Jugend in Deutschland 1900–2010 des Autors Fred Grimm.

## Inhalt
Der Film zeigt anhand von Tagebucheinträgen, Briefen, Fotos und Tondokumenten aus der entsprechenden Zeit und mit dokumentarischem Filmmaterial, teilweise auch mit nachgespielten Szenen, wie sich das Leben der Jugend in Deutschland im 20. Jahrhundert darstellte.
Die Geschichte beginnt 1910, als mehr als die Hälfte der Deutschen im Schnitt unter 22 Jahre alt waren. Von Kindesbeinen an lernt die deutsche Jugend im Kaiserreich strammzustehen und Haltung zu bewahren. Ein 14-jähriges Mädchen, das in einem bürgerlichen Haushalt in Berlin als Dienstmädchen anfängt, berichtet später in ihren Briefen an ihre Eltern von der harten Arbeit und von sexuellen Übergriffen ihres Hausherrn. Es wird aufgezeigt, wie streng die Etikette zu dieser Zeit und wie weit verbreitet der Militärkult war. Doch einige Nonkonformisten scherten aus und gründeten die Wandervogel-Bewegung, die als erste große Jugendbewegung des 20. Jahrhunderts gilt. 1913 fand der Erste Freideutsche Jugendtag auf dem Hohen Meißner statt. Da es inzwischen auch Mädchengruppen der Wandervogel gab, die gemeinsam mit den Jungen am Zeltlager teilnahmen, galt dies für die damalige Zeit als skandalös. Doch in der Regel konnten sich nur Jugendliche aus bürgerlichen Familien der Gruppe anschließen. Die Mehrheit der Jugendlichen unter 20 Jahren standen bereits fest im Arbeitsleben (78 Prozent Jungen und 68 Prozent der Mädchen) und stammten aus Arbeiterfamilien. Für 13-Jährige waren 12-stündige Arbeitstage keine Seltenheit. In Berlin gab es 60.000 Einzimmer-Wohnungen, in denen 5 Personen oder mehr wohnten.
Bereits vor dem Beginn des Ersten Weltkriegs im Sommer 1914 war unter den Jugendlichen Kriegsverherrlichung weit verbreitet. Zu Kriegsbeginn verkündeten junge Männer, wie sehr sie sich auf den Krieg freuten. Im ersten Kriegsjahr meldeten sich rund 20.000 preußische Oberschüler freiwillig zum Kriegsdienst. Im Herbst 1918 brach die deutsche Armee zusammen und es kam zum Aufstand gegen die alten Eliten. Im November 1918 verkündete der SPD-Politiker Philipp Scheidemann schließlich das Ende der Monarchie und den Beginn der parlamentarischen Demokratie in Deutschland (Ausrufung der Republik in Deutschland). Anfang der 1920er Jahre wollte sich die Jugend ausprobieren und Neues erleben. Die Mehrheit der Jugendlichen arbeitete, suchte aber in ihrer Freizeit das Vergnügen mit Musik und Tanz, Kinobesuchen oder auf Sportveranstaltungen. Auch kam es zu einer neuen Freizügigkeit. Doch Ende der 1920er Jahre wurde auch Deutschland von der Weltwirtschaftskrise getroffen. 1932 waren 70 Prozent aller jungen Männer in Berlin arbeitslos, selbst gut ausgebildete Akademiker. Viele schlossen sich aus Frust und Verzweiflung radikalen Gruppen an. Am Abend der Machtergreifung Hitlers 1933 marschierten tausende Jugendliche in Fackelzügen durch Berlin. Studenten leiteten Bücherverbrennungen und Jugendliche prügelten für die SA. Als Hitler an die Macht kam, hatte die Hitlerjugend 107.000 Mitglieder, zwei Jahre später (noch bevor es eine Zwangsmitgliedschaft gab) waren es bereits mehr als 3,5 Millionen.
Nach dem Überfall auf Polen im September 1939 begann der Zweite Weltkrieg. Neben begeisterten Anhängern der Nazis gab es jedoch auch mutige junge Menschen, die sich wehrten. 1942 entstand um die Geschwister Scholl in München die Widerstandsgruppe Weiße Rose. Gegen Ende des Krieges wurden auch Minderjährige als Flakhelfer und im Volkssturm verheizt. 33.000 16-Jährige starben in den letzten Kriegsmonaten im Kriegsdienst für Hitler. Im Mai 1945 war der Krieg beendet. Mit der FDJ wurde 1945 im Osten Deutschlands die erste Jugendorganisation nach dem Krieg gegründet. 1953 kam es in der DDR zum Aufstand des 17. Juni, der brutal niedergeschlagen wurde.
Die erste musikalische Revolution der Nachkriegszeit war der Rock ’n’ Roll. Am 6. November 1957 fand in Hamburg eine der ersten Demonstrationen gegen die Atombewaffnung statt, ein Totenmarsch unter dem Motto „Lieber heute aktiv als morgen radioaktiv“. In der DDR versuchte man als Gegenbewegung zum Rock ’n’ Roll den Lipsi zu etablieren. 1960 kam die Beatmusik nach Deutschland. Nachdem 1965 in der DDR die Beatmusik verboten werden sollte, kam es zur Leipziger Beatdemo. In West-Berlin wurde die Kommune I gegründet. Im April 1968 wurde auf Rudi Dutschke, den Wortführer der Studentenbewegung der 1960er Jahre, ein Attentat verübt. 1973 richtete die DDR die Weltfestspiele der Jugend und Studenten in Ost-Berlin aus. Anfang der 1980er Jahre hatte die Neue Deutsche Welle ihren Höhepunkt. Politische Demonstrationen spielten in den 80ern eine wichtige Rolle: 1981 demonstrierten 80.000 gegen den Ausbau des Frankfurter Flughafens, 100.000 gegen das Atomkraftwerk Brokdorf, 300.000 gegen Aufrüstung in Bonn. 1986 brachte die Nuklearkatastrophe von Tschernobyl das Thema Atomkraft wieder in die Schlagzeilen. Aus der Umweltbewegung entstand schließlich eine junge Partei in Deutschland: Die Grünen.
Nach Jahren, in denen zahlreiche Jugendliche die vorherrschenden Strukturen hinterfragt und Konsum- und Kapitalismuskritik geübt hatten, wurden während der Zeit der Regierung Helmut Kohl viele Jugendliche in Deutschland auch wieder konservativer, teilweise waren die Jugendlichen sogar spießiger als ihre Eltern. Nach der sexuellen Befreiung wurden die Jugendlichen auch sexuell zurückhaltender, und mit dem Aufkommen von AIDS war auch die Zeit der freien Liebe vorbei. 1989 begannen die Montagsdemonstrationen in der DDR, die letztendlich am 9. November 1989 zum Mauerfall führten.

## Hintergrund
- Ursprünglich war für das Projekt eine Film-Reihe mit mindestens vier Teilen vorgesehen. Aus Kostengründen kürzte man es im Laufe der dreijährigen Entwicklung erst auf drei, dann auf zwei Teile und fasste es schließlich zu einer einzigen 90-minütigen Folge zusammen. NDR-Redakteur Dirk Neuhoff erklärte dazu: „Mehr als diese 90 Minuten konnten wir finanziell nicht stemmen. Aber wir wollten das Projekt nicht ganz aufgeben und haben gemacht, was möglich war.“[1]
- Die Erstausstrahlung erfolgte in der ARD am 21. April 2014 um 18.30 Uhr und erreichte 1,37 Millionen Zuschauer. Der Film wurde von C-Films Deutschland und SMP Signed Media Produktion im Auftrag von NDR und WDR produziert. Die Dreharbeiten fanden vom 7. April bis 23. April 2013 in Hamburg statt.

## Kritiken
„Nett ist, dass sich Mühe und Ullmann in bester Forrest-Gump-Manier in kleinen Einspielfilmen selber in die Jugendlichen verwandeln, die sie hier zitieren. […] Mühe und Ullmann machen das sehr gut. Das Ganze ist zudem technisch sehr aufwändig gemacht. Die Filme wirken wie echtes Dokumentarmaterial. So weit, so gut. Leider wirken die ‚spontanen‘ und scheinbar zwanglosen Gespräche der beiden Schauspieler über die Jugend in den alten Zeiten sehr aufgesetzt.“

„Es ist auch nicht hilfreich, dass beide zwar schon fast 30 sind, aber die heutige Generation der Jugendlichen repräsentieren sollen. Sehr gut dagegen ist – vor allem in der ersten Hälfte – das zwischen den quälenden Loft-Szenen eingesetzte historische Bildmaterial. Es sind bis auf Ausnahmen nicht die öden Standard-Schnipsel, die man schon tausendmal gesehen hat, sondern zahlreiche unverbrauchte und bisweilen faszinierende Filmdokumente.“

„Ein anderes Problem des Films ist seine extrem schnelle Taktung. Da der erzählte Zeitraum zwar nicht die vom Sender annoncierten ‚100 Jahre Jugend‘, aber doch immerhin acht Jahrzehnte – von der Jugend im Kaiserreich 1910 bis zur deutschen Wiedervereinigung 1989/90 – umspannt, stehen bei einer Lauflänge von 88 Minuten pro Dekade theoretisch elf Minuten zur Verfügung. Und weil für die ersten 35 Jahre mit den zwei Weltkriegen bereits die Hälfte der Zeit aufgewendet wird (was grundsätzlich verständlich ist), müssen die restlichen 45 Jahre sogar noch schneller abgehandelt werden.“

„Ein sehenswertes Projekt, ein generationenüberschreitendes: So müssen die Großeltern gelebt haben, das bewegte die Eltern! Für historisch Interessierte ohnehin spannend, ist das auch gut aufbereiteter Stoff für den Schulunterricht.“

„Was ‚Junges Deutschland‘ aber ganz entschieden aus der Vielzahl vergleichbarer Produktionen heraushebt, sind die szenischen Rekonstruktionen, die Drevs stilistisch dem jeweiligen Stand der Technik zum Verwechseln ähnlich angepasst hat. Dank Kostüm, Ausstattung und Maske sind die Spielszenen von den zeitgenössischen Aufnahmen nicht zu unterscheiden; meist erkennt man sie nur daran, dass man irgendwo Mühe und Ullmann entdeckt.“